# Danville (Illinois)
Danville é uma cidade localizada no estado americano de Illinois, no Condado de Vermilion.

## Demografia
Segundo o censo americano de 2000, a sua população era de 33.904 habitantes.
Em 2006, foi estimada uma população de 32.760, um decréscimo de 1144 (-3.4%).

## Geografia
De acordo com o United States Census Bureau, Danville tem uma área de 44,2 km², dos quais 44,0 km² são cobertos por terra e 0,2 km² cobertos por água.

## Localidades na vizinhança
O diagrama seguinte representa as localidades num raio de 16 km ao redor de Danville.